# Валевска
Валевска Морейра ди Оливейра (порт. Walewska Moreira de Oliveira; 1 октября 1979, Белу-Оризонти — 21 сентября 2023, Сан-Паулу) — бразильская волейболистка, центральная блокирующая, олимпийская чемпионка 2008 года, призёр чемпионата мира 2006 года, многократная чемпионка Южной Америки.

## Биография
Родилась 1 октября 1979 года в Белу-Оризонти, волейболом начала заниматься в 12 лет.
Дебютировала в сборной Бразилии в 1998 году, принимала участие на трёх Олимпийских играх, став бронзовым призёром Сиднея-2000 и чемпионкой Игр в Пекине-2008. В составе национальной команды она также выиграла серебро чемпионата мира в Японии (2006) и трижды побеждала в турнирах Гран-при. В 2008 году после олимпийского триумфа объявила о завершении карьеры в сборной, но возвращалась в национальную команду в 2013 году и стала победительницей Всемирного Кубка чемпионов.
Клубную карьеру начинала в «Минасе» (Белу-Оризонти). С 2004 года на протяжении семи сезонов выступала в Европе — за итальянскую команду «Сирио» (Перуджа), с которой выиграла Лигу чемпионов и два Кубка ЕКВ, испанскую «Мурсию-2005» и российский клуб «Заречье-Одинцово». На родине наибольших успехов добилась в составе «Праи», с которой в качестве капитана команды в 2018 году выиграла золото чемпионата Бразилии, а в октябре 2021 года, вернувшись на площадку после операции на колене, — клубный чемпионат Южной Америки. Победы в этих турнирах были первыми в истории клуба из Уберландии.
Завершила карьеру после сезона-2021/22. Номер «1», под которым Валевска играла за «Праю», в мае 2022 года был выведен из обращения.
Трагически погибла 21 сентября 2023 года в Сан-Паулу в результате падения с 15-го этажа. Похоронена на кладбище Боске-да-Эсперанса в Белу-Оризонти.

## Достижения

### Со сборной Бразилии
- Чемпионка Игр XXIX Олимпиады (2008).
- Бронзовый призёр Игр XXVII Олимпиады (2000).
- Серебряный призёр чемпионата мира (2006).
- Чемпионка Южной Америки (1999, 2001, 2003, 2005, 2007).
- Победительница Гран-при (2004, 2006, 2008), серебряный (1999) и бронзовый (2000) призёр Гран-при.
- Серебряный (2003, 2007) и бронзовый (1999) призёр Кубка мира.
- Победительница Всемирного Кубка чемпионов (2013).
- Чемпионка Панамериканских игр (1999), серебряный призёр Панамериканских игр (2007).
- Обладательница Кубка «Финал четырёх» (2008).
- Серебряный призёр чемпионата мира среди молодёжных команд (1995).

### В клубной карьере
- Чемпионка Бразилии (1999/00, 2017/18), серебряный (1998/99, 2015/16, 2020/21, 2021/22) и бронзовый (1997/98, 2001/02, 2002/03, 2011/12, 2012/13, 2016/17, 2018/19) призёр чемпионатов Бразилии.
- Серебряный призёр Кубка Бразилии (2016, 2018, 2020, 2021).
- Обладательница Суперкубка Бразилии (2019, 2020, 2021).
- Чемпионка Италии (2004/05, 2006/07).
- Обладательница Кубка Италии (2004/05, 2006/07).
- Чемпионка Испании (2007/08).
- Победительница Кубка и Суперкубка Испании (2007).
- Чемпионка России (2009/10), серебряный призёр чемпионата России (2008/09).
- Серебряный (2009) и бронзовый (2008, 2010) призёр Кубка России.
- Победительница Лиги чемпионов (2005/06).
- Победительница Кубка Европейской конфедерации волейбола (2004/05, 2006/07).
- Победительница клубного чемпионата Южной Америки (2021), серебряный призёр (2017, 2020, 2022).

### Личные
- Лучшая подающая чемпионата Южной Америки (2007).
- Лучшая блокирующая турнира Гран-при (2008).
- Лучшая блокирующая клубного чемпионата Южной Америки (2017).